# Juan de la Concha Castañeda
Juan de la Concha Castañeda (Plasència, 29 d'agost de 1818 - Madrid, 30 d'agost de 1903) va ser un advocat i polític espanyol, ministre d'Hisenda durant la regència de Maria Cristina d'Habsburg-Lorena.

## Biografia
Després d'estudiar Dret en la Universitat de Salamanca es va incorporar al Col·legi d'Advocats de Madrid en 1841. Va ingressar al servei de l'Estat en 1844, com a Jutge de primera Instància en el Jutjat de Pastrana més tard va ser Conseller Provincial, Governador interí de Guadalajara i després Oficial en el Ministeri de la Governació a Madrid.
En triomfar els progressistes l'any 1854 va deixar la seva carrera administrativa i després de participar en les eleccions de 1863 va obtenir la seva primera acta de diputat per la circumscripció de Càceres prenent va prendre part activa en la discussió dels Pressupostos i altres aspectes de la Hisenda i de l'economia. Aquest escó tornaria a obtenir-lo en les successives eleccions celebrades fins a 1867.
En 1866, a proposta del Marquès de Barzanallana, va ocupar la Direcció general de Propietats del Ministeri d'Hisenda; va publicar quan va cessar en 1868 una Memòria en la qual hi narra la seva gestió.
Amb la Revolució de 1868 i durant el Sexenni Revolucionari s'aparta de la política activa i fins i tot de l'Administració durant la I República i no va retornar fins a 1874 amb la Restauració, en què va tornar a ocupar de nou la Direcció de Propietats i més tard arribarà a ser Fiscal del Consell d'Estat, President de la seva Secció d'Hisenda, i Fiscal del Tribunal Suprem d'Espanya, a més de ser elegit en 1876, ja com a militant del recentment creat Partit Conservador, senador per Càceres fins a 1886 en representació de la Reial Acadèmia de Ciències Morals i Polítiques fins a la seva defunció.
Va ser ministre d'Hisenda entre el 23 de novembre de 1891 i l'11 de desembre de 1892 en un govern presidit per Cánovas del Castillo i va ser Governador del Banc d'Espanya d'agost de 1901 a novembre de 1902.